# Kester Schlenz
Kester Schlenz (* 27. Februar 1958 in Kiel) ist ein deutscher Schriftsteller und Journalist.

## Leben
Schlenz studierte Sprachwissenschaften und Psychologie in Hamburg und arbeitete schon neben seinem Studium als freier Journalist. Er war als Redakteur der Filmzeitschrift Cinema tätig und wechselte 1989 zur Frauenzeitschrift Brigitte, wo er sechs Jahre mit der Leitung des Ressorts „Kultur & Unterhaltung“ betraut war. Neun Jahre war er anschließend in selber Funktion beim Wochenmagazin Stern tätig, für den er mittlerweile als fest angestellter Autor arbeitet.
Neben seiner Tätigkeit als Redakteur veröffentlichte Schlenz mehrere Romane und Sachbücher, darunter das Buch für werdende Eltern, Mensch, Papa!, und die Bestseller Alter Sack, was nun?, Leg los, alter Sack! und Mutti baut ab.
Seit 2023 veröffentlicht Schlenz zusammen mit Jan Jepsen (* 1962) Kriminalromane.
Er lebt mit seiner Frau in einem Vorort von Hamburg und hat zwei Söhne. Schlenz ist protestantischer Christ.

## Werke

### Bücher
- Mensch, Papa!, Mosaik, München 1994.
- Bleib locker, Papa!, Mosaik, München 1996.
- Nachtblau, Goldmann, München 1998.
- Kleine Maus, ich mag dich!, Ravensburger Verlag, Ravensburg 1999.
- Gute Nacht, Papa!, Mosaik, München 2000.
- Halt durch, Papa! Mosaik, München 2001.
- Papas Schwangerschaftskalender, Mosaik, München 2001.
- Die unglaubliche Reise durch die andere Welt, Omnibus, München 2004.
- Bekenntnisse eine Säuglings, Mosaik, München 2006.
- Alter Sack, was nun?, Mosaik, München 2009.
- Leg los, alter Sack!, Mosaik, München 2011.
- Kalender für alte Säcke, Mosaik, München 2011.
- Der kleine Flügel: Ein biografisches Märchen über Musik von Kester Schenz und Joja Wendt, Rowohlt Verlag, Reinbek 2012.
- Guter Sex wär auch nicht schlecht – Mit Illustrationen von Til Mette, Mosaik, München 2015.
- Der kleine Phrasendrescher – Mit Till Hoheneder, Mosaik, München 2015.
- Flucht aus der Unterwelt – Das erste Abenteuer der Geister-Gang, Ravensburger Verlag Ravensburg, 2016.
- Jagd über das Teufelsmeer. Das neue Abenteuer der Geister-Gang, Ravensburger Verlag Ravensburg, 2017.
- Mutti baut ab: Wenn Eltern alt werden, Mosaik, München 2017.
- Ich bin bekloppt ... und ich bin nicht der Einzige: Mein Weg aus der Psychokrise, Mosaik, München 2020.
- Der Bojenmann (mit Jan Jepsen), btb, München 2023.
- Der Schattenmann (mit Jan Jepsen), btb, München 2023.
- Schlick (mit Jan Jepsen), btb, München 2024.

### Hörbücher & Hörspiele
- Tauchfahrt mit Nemo Naut & Weltraumfahrt mit Nemo Naut: Hörspiele zum Mitmachen – Mit Gerald Schlenz, Der HÖR Verlag, München, 1998.
- Gute Nacht Papa!, Random House Audio, München, 2002.
- Die unglaubliche Reise durch die andere Welt, Random House Audio, München, 2005.
- Bekenntnisse eines Säuglings, Random House Audio, München, 2007.
- Alter Sack, was nun?, Random House Audio, München, 2009
- Leg los, alter Sack, Random House Audio, München, 2011.
- Mutti baut ab, Random House Audio, München, 2017.